# Hypena allochroalis
Hypena allochroalis är en fjärilsart som beskrevs av Willie Horace Thomas Tams 1924. Hypena allochroalis ingår i släktet Hypena och familjen nattflyn. Inga underarter finns listade i Catalogue of Life.